# 스타메이커 (대한민국의 텔레비전 프로그램)
《스타메이커》는 동아TV에서 태원영화사, 엠보트와 공동으로 진행한 신인 발굴 리얼리티 프로그램이다. 최종 선발자에게는 가수, 모델, 영화배우가 될 기회가 주어진다.